# Agrogaster coneae
Agrogaster là một chi nấm thuộc họ Bolbitiaceae. Đây là chi đơn loài, chứa một loài Agrogaster coneae.